# 香花报春
香花报春（学名：Primula aromatica）为报春花科报春花属下的一个种。

## 扩展阅读
- 維基物種上的相關：香花报春